# Céaux-d'Allègre

Céaux-d'Allègre este o comună în departamentul Haute-Loire, Franța. În 2009 avea o populație de 453 de locuitori.